# 알렉산데르 바르코브
알렉산데르 바르코브(핀란드어: Aleksander Barkov, 1995년 9월 2일~) 또는 알렉산드르 알렉산드로비치 바르코프(러시아어: Алекса́ндр Алекса́ндрович Барко́в)는 핀란드의 아이스하키 선수로 포지션은 센터이다. 현재 내셔널 하키 리그(NHL)의 팀인 플로리다 팬서스의 주장을 맡고 있다.  2019년에 레이디 빙 메모리얼 트로피, 2021년과 2024년에 프랭크 J. 셀키 트로피를 수상했다.
또한 핀란드 대표팀의 일원으로 활동하고 있으며 2014년 동계 올림픽에서 동메달을 획득했고 2016년 세계 선수권 대회에서 준우승을 차지했다.
그는 러시아의 전직 아이스하키 선수 알렉산드르 바르코프 1세의 아들이며 핀란드와 러시아 이중 시민권을 보유하고 있다.